# InVader
InVader je čtvrté studiové album skupiny Reckless Love, vydané 4. března 2016 přes vydavatelství Spinefarm. Album se umístilo 8. místě v žebřícku Finland Albums Top 50.

## Seznam skladeb
| Pořadí | Název              | Autor                                     | Délka |
| ------ | ------------------ | ----------------------------------------- | ----- |
| 1.     | We Are The Weekend | Olli Herman, Pepe Reckless, Ikka Wirtanen | 4:21  |
| 2.     | Hands              | Herman, P. Reckless, Wirtanen             | 4:10  |
| 3.     | Monster            | Herman, P. Reckless, Wirtanen             | 3:48  |
| 4.     | Child Of The Sun   | Herman, P. Reckless, Wirtanen             | 3:58  |
| 5.     | Bullettime         | Herman, P. Reckless                       | 4:01  |
| 6.     | Scandinavian Girls | Herman, P. Reckless, Wirtanen             | 3:47  |
| 7.     | Pretty Boy Swagger | Jurek Reunamaki, Herman, P. Reckless      | 3:25  |
| 8.     | Rock It            | Herman, P. Reckless, Wirtanen             | 3:57  |
| 9.     | Destiny            | Herman, P. Reckless, Wirtanen             | 3:59  |
| 10.    | Let's Get Cracking | Herman, P. Reckless, Wirtanen             | 5:28  |

## Obsazení
- Olli Herman – zpěv
- Pepe Reckless – kytary, doprovodný zpěv
- Jalle Verne  – baskytara, doprovodný zpěv
- Hessu Maxx  – bicí, perkuse